# Cyprideis beaconensis
Cyprideis beaconensis is een mosselkreeftjessoort uit de familie van de Cytherideidae. De wetenschappelijke naam van de soort is voor het eerst geldig gepubliceerd in 1943 door LeRoy.